# پدر موعظه نکن
«پدر موعظه نکن» یا «پدر نصیحت نکن» (به انگلیسی: Papa Don't Preach) تک‌آهنگی از هنرمند اهل آمریکا مدونا است که در سال ۱۹۸۶ میلادی منتشر شد.

## موزیک ویدئو
در این ویدئو، عکس‌هایی از خواننده به‌عنوان پسر بچه – با شلوار جین، ژاکت چرمی مشکی و تیشرت شعاری با نوشته «ایتالیایی‌ها بهتر انجام می‌دهند» – با عکس‌هایی از او در لباسی متشکل از یک تاپ کوتاه مشکی و شلوار کاپری به سبک دهه ۱۹۶۰.